# Eustala photographica
Eustala photographica là một loài nhện trong họ Araneidae.
Loài này thuộc chi Eustala. Eustala photographica được Cândido Firmino de Mello-Leitão miêu tả năm 1944.